# 2000年英皇佐治六世及皇后伊利沙伯錦標
2000年英皇佐治六世及皇后伊利沙伯錦標於2000年7月29日在英國雅士谷馬場举行。這是此項比賽的第五十屆賽事。
此賽的頭馬是代表法國的望族。训练望族的練馬師是夏文，這是他第一個英皇錦標的冠軍。策騎望族的骑師是靳能，這是他繼1990年（策騎包冇事）和1994年（策騎帝皇劇院）後第三個英皇錦標的冠軍。另外，望族於此賽的胜利也為馬主Michael Tabor帶來第一個英皇錦標的冠軍。

## 比赛資料
- 赞助商：戴比尔斯
- 總獎金： 750,000英镑; 頭馬獎金：  435,000英镑
- 場地：草地
- 場地狀況：好地至快地
- 路程： 12化朗
- 出賽馬匹數量： 7
- 頭馬时间： 2：29.98

## 賽果
| 名次 | 與前駒距離 | 马名（產地）    | 年龄 | 骑师   | 練馬師（国家） | 赔率  |
| ---- | ---------- | --------------- | ---- | ------ | -------------- | ----- |
| 1    |            | 望族（IRE）     | 4    | 靳能   | 夏文（FR）     | 1/3   |
| 2    | 1¾         | 奇異光芒（USA） | 4    | 列特   | 蘇萊（GB）     | 12/1  |
| 3    | 3½         | 大利多（IRE）   | 4    | 莫狄   | 司徒德（GB）   | 13/2  |
| 4    | 1          | 戰無不勝（USA） | 4    | 戴禮   | 司徒德（GB）   | 33/1  |
| 5    | 2          | 空中神宮（JPN） | 3    | 武豊   | 森秀行（JPN）  | 10/1  |
| 6    | 8          | 光芒萬丈（IRE） | 3    | 霍聰   | 岳 斯（IRE）   | 100/1 |
| 7    | 14         | 昇 華（JPN）    | 5    | 昆爾   | 施素爾（GB）   | 14/1  |
| 退出 |            | 愛的果實（USA） | 5    | 柏兆雷 | 張仕頓（GB）   |       |

## 勝出馬匹資料
- 馬名：望族
- 性别：雄
- 出生日期： 1996年4月4日
- 產地：爱尔兰
- 父系：鞍匠井
- 母系：Floripedes（ Top Ville ）
- 馬主：Michael Tabor
- 育馬者： James Goldsmith